# جامعة ريدجو كالابريا المتوسطية
جامعة ريدجو كالابريا المتوسطية (بالإيطالية: Università degli Studi Mediterranea di Reggio Calabria)‏، وتعرف أيضًا باسم جامعة ريدجو كالابريا (بالإيطالية: Università di Reggio Calabria)‏ هي جامعة إيطالية بحثية عامة مقرها مدينة ريدجو كالابريا.
تعد جامعة ريدجو كالابريا واحدة من أحدث جامعات إيطاليا عهدًا؛ إذ أنشئت عام 1968 تحت اسم «المعهد الجامعي الحر للهندسة المعمارية» (بالإيطالية: Libero Istituto Universitario di Architettura)‏، ثم صار المعهد الخاص معهدصا حكوميًا في فبراير 1970، وفي 14 أغسطس 1982، صدر القانون رقم 590 بتأسيس «جامعة ريدجو كالابريا» من أجل «تشجيع تطوير وتقدم الحضارة والعلم عن طريق البحث والتدريس، والمساهمة في التطور المدني والحضاري والاجتماعي والاقتصادي لكالابريا ومقاطعتها».
في عام 2001، قرر رئيس الجامعة أليساندرو بيانكي ـ أستاذ التخطيط العمراني، ووزير الدولة للنقل في وزارة برودي فيما بعد ـ تغيير اسم الجامعة إلى «جامعة ريدجو كالابريا المتوسطية»، تطلعًا إلى جعل الجامعة مرجعًا ثقافيًا وعلميًا في منطقة حوض البحر المتوسط.

## كليات الجامعة وأقسامها
- كلية الزراعة
  - قسم العلوم الزراعية (بالإيطالية: Dipartimento di Agraria)‏
- كلية القانون

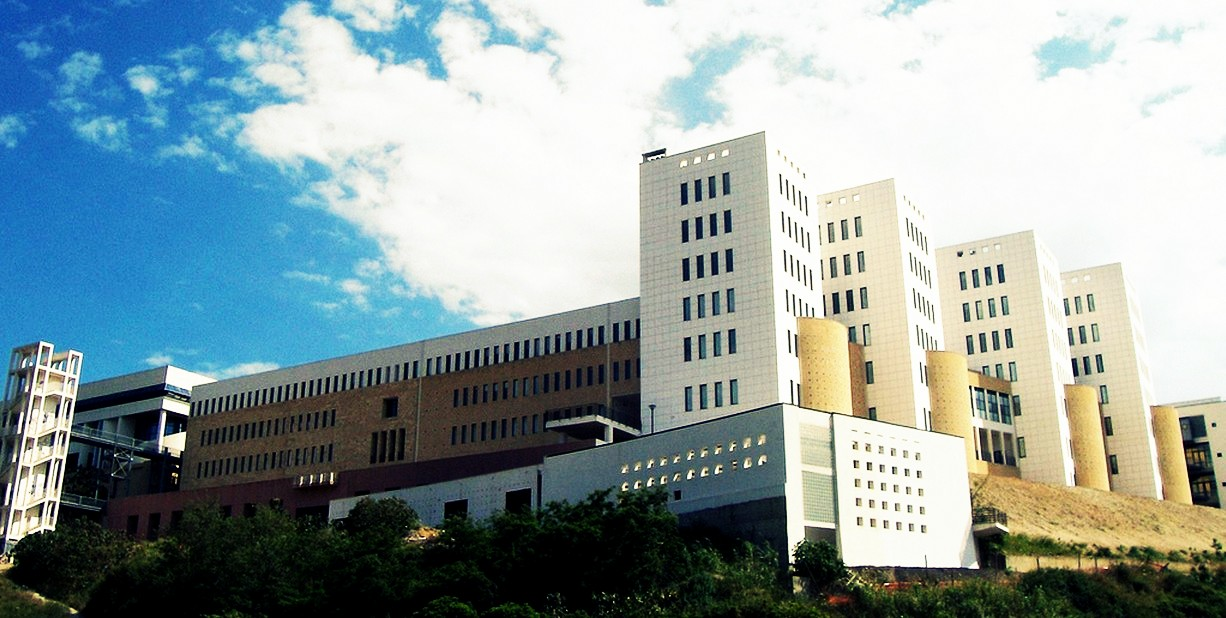
كلية الهندسة المعمارية

  - قسم القانون والاقتصاد (بالإيطالية: Dipartimento di Giurisprudenza ed Economia)‏
- كلية الهندسة
  - قسم الهندسة المدنية ووهندسة الطاقة والبيئة والمواد (بالإيطالية: Dipartimento di Ingegneria Civile, dell'Energia, dell'Ambiente e dei Materiali)‏
  - قسم هندسة المعلومات والبنية التحتية والطاقة المتجددة (بالإيطالية: Dipartimento di Ingegneria dell'Informazione, delle Infrastrutture e dell'Energia Sostenibile)‏
- كلية الهندسة المعمارية
  - قسم التراث والهندسة المعمارية والتخطيط العمراني (بالإيطالية: Dipartimento di Patrimonio, Architettura, Urbanistica)‏
  - قسم الهندسة المعمارية وهندسة الأراضي (بالإيطالية: Dipartimento di Architettura e Territorio)‏

وقد كانت تتبع الجامعة حتى نهاية عام 1997 ثلاث كليات في مدينة كاتانزارو هي كليات الطب والجراحة، والقانون، والصيدلة، غير أنها استقلت في 1 يناير 1998 لتتشكل منها جامعة ماغنا غريكيا.
وتكرس جامعة ريدجو كالابريا كلياتها للتدريس والبحث العلمي، وتدير أقسام الجامعة المختلفة 56 مختبرًا بحثيًا لخدمة الأبحاث العلمية والصناعية والعملية التعليمية، وتعد كلية الهندسة المعمارية بالجامعة واحدة من أبرز كليات العمارة في إيطاليا.

## وصلات خارجية
- الموقع الرسمي للجامعة (بالإيطالية)